# دیوید وستکات
دیوید وستکات (انگلیسی: David Westcott؛ زادهٔ ۱۴ مهٔ ۱۹۵۷) بازیکن کریکت، و بازیکن هاکی روی چمن اهل بریتانیا است.